# موتو کوماراسوامی
موتو کوماراسوامی (تامیلی: முத்து குமாரசுவாமி؛ ۲۳ ژانویهٔ ۱۸۳۴ – ۴ مهٔ ۱۸۷۹) وکیل، نویسنده و عضو شورای قانونگذاری سیلان بود.
کوماراسوامی در ۲۳ ژانویه ۱۸۳۴ در آمایتودام، موتوال در جنوب غربی سیلان به دنیا آمد. از سال ۱۸۴۲ تا ۱۸۵۱ او در آکادمی کلمبو تحصیل کرد و در آنجا جایزه ترنور را در سال ۱۸۵۱ دریافت کرد.
کوماراسوامی در سال ۱۸۷۸ با الیزابت کلی بیبی، دختر ویلیام بیبی از کنت ازدواج کرد. آنها صاحب پسری به نام آنندا کوماراسوامی، منتقد برجسته هنری بودند.